# Finse
Finse est un village de montagne situé sur les rives du lac Finsevatnet dans la kommune d'Ulvik, localisé dans le comté de Vestland, Norvège.

## Situation
Le village est construit autour de la Gare de Finse, une gare ferroviaire desservie par la Ligne de Bergen. Le village se situe à 1 222 mètres d'altitude, faisant de Finse la plus haute gare de train de tout le réseau ferroviaire norvégien.
Finse se localise dans la partie est de la commune d'Ulvik et n'est pas facilement accessible. Il n'y a pas de route publique desservant Finse, faisant de la ligne ferroviaire la principale voie d'accès. Le grand Tunnel de Finse se trouve juste à l'ouest du village, remplaçant un tronçon du chemin de fer difficilement praticable, qui était fréquemment recouvert par la neige en hiver.  

## Histoire
La première maison construite à Finse date de 1901, dans le cadre de la construction du chemin de fer de Bergen, ouvert en 1908. Le premier hôtel a ouvert ses portes en 1903, et Finse est devenu un endroit populaire pour les plus riches d'Europe en raison de ses bonnes communications et de son emplacement privilégié. La première patinoire intérieure de Norvège a ouvert ses portes à Finse en 1914, et Sonja Henie ainsi que Oscar Mathisen ont utilisé cette salle comme salle d'entraînement.
Finse a connu son véritable âge d'or entre les années 1920 et 1960. Dans les années 1960 et 1970, le flux du tourisme a diminué, tandis que la Compagnie des chemins de fer norvégiens (NSB) réduisait ses effectifs.
Pendant l'électrification de 1964, tous les postes ferroviaires de Finse ont été fermés, mais Finse est restée un centre de déneigement jusqu'en 1996. La plupart des résidents étaient des employés de NSB. Leur nombre a culminé autour de 200 résidents permanents à Finse, et jusqu'à la fin des années 1980 la communauté locale disposait de sa propre école et sa boutique.
Aujourd'hui, il n'y a que quelques résidents permanents, la plupart associés à l'hôtellerie.

## Transport

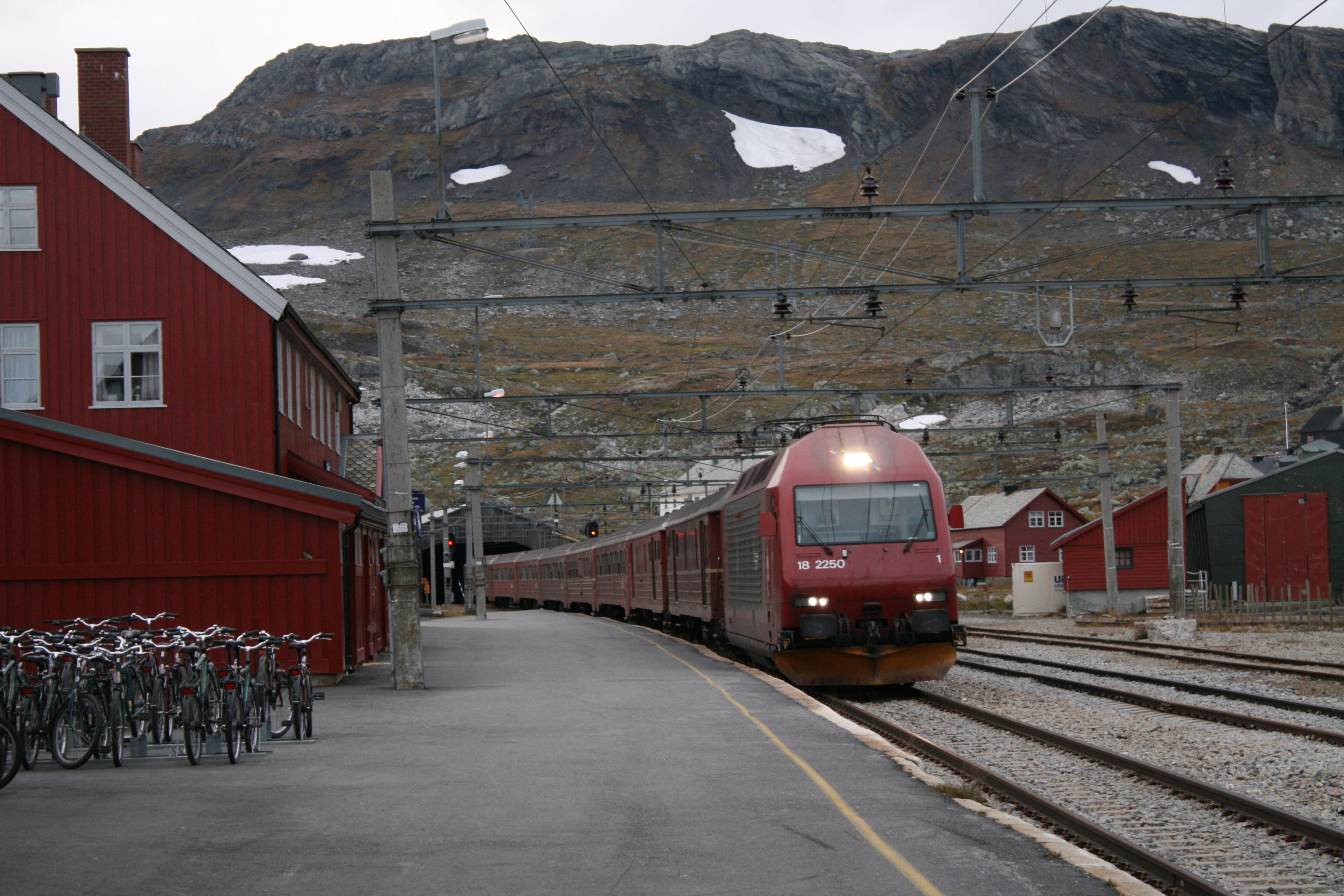
La gare de Finse.

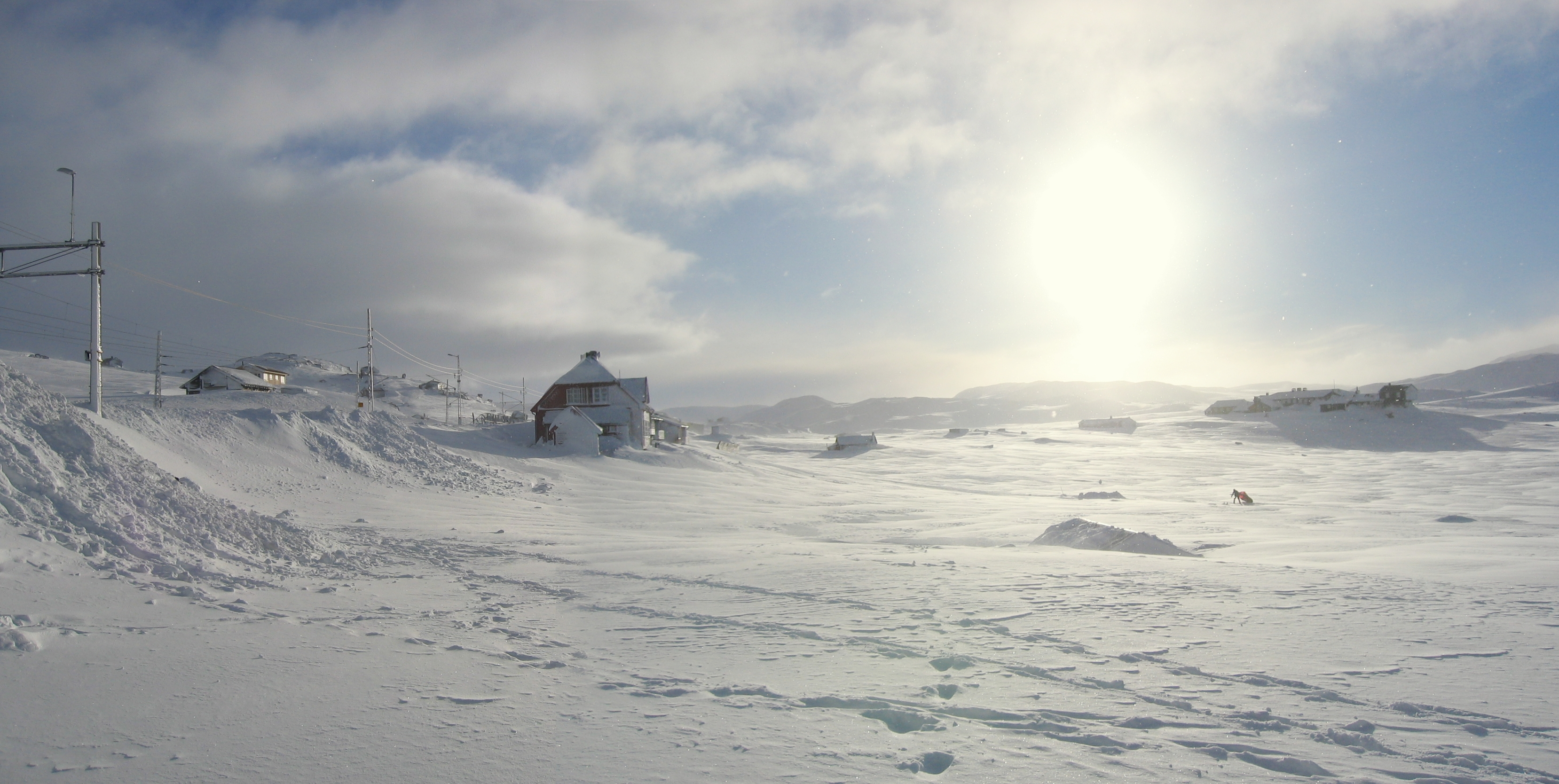
Finse en hiver.

N'existant pas de route (publique) menant à Finse, le chemin de fer reste la voie d'accès la plus empruntée pour aller et partir de Finse. Cependant, durant l'été principalement, il est possible de marcher et circuler à vélo pour rejoindre Finse, grâce au chemin nommé Rallarvegen (en) qui appartient à la compagnie ferroviaire norvégienne.

## Activités
Durant l'hiver, Finse est réputée pour le ski de randonnée nordique, et l'entraînement pour des expéditions polaires. Un monument près de l'hôtel de Finse commémore les morts de l'Expédition Terra Nova, qui se sont entraînés non loin du village avant de partir pour l'Antarctique.   
Durant l'été, il est possible de faire du vélo et de la randonnée, notamment autour du glacier Hardangerjøkulen situé non loin du village. Le Rallarvegen (en) est un chemin praticable à pied ou en vélo, allant d'Haugastøl à Flåm.
Le village abrite aussi un musée consacré aux constructeurs de chemins de fer en Norvège.

## Recherche
Finse abrite une station de recherche alpine, qui est exploitée en collaboration entre l'Université d'Oslo et l'Université de Bergen. Ce centre de recherche a commencé son travail en 1972, initialement sous le nom de « Station de recherche écologique de haute montagne ». Elle accueille de nombreuses activités, travaux de groupe, conférences et projets de recherche. La station de recherche alpine de Finse fait partie du « International Network for Terrestrial Research and Monitoring in the Arctic (INTERACT) ».

## Dans la culture
Le roman The Blue Ice de Hammond Innes, sorti en 1948, place le décor de l'action dans le village de Finse.
En mars 1979, Finse est le lieu choisi pour représenter au cinéma la planète glacée Hoth dans le film L'empire contre-attaque, de la saga Star Wars.
Le Tunnel de Finse, le village, et l'Hôtel « Finse 1222 » sont les lieux où se déroule l'intrigue du roman 1222 de Anne Holt, sorti en 2007.